# 水朝美樹

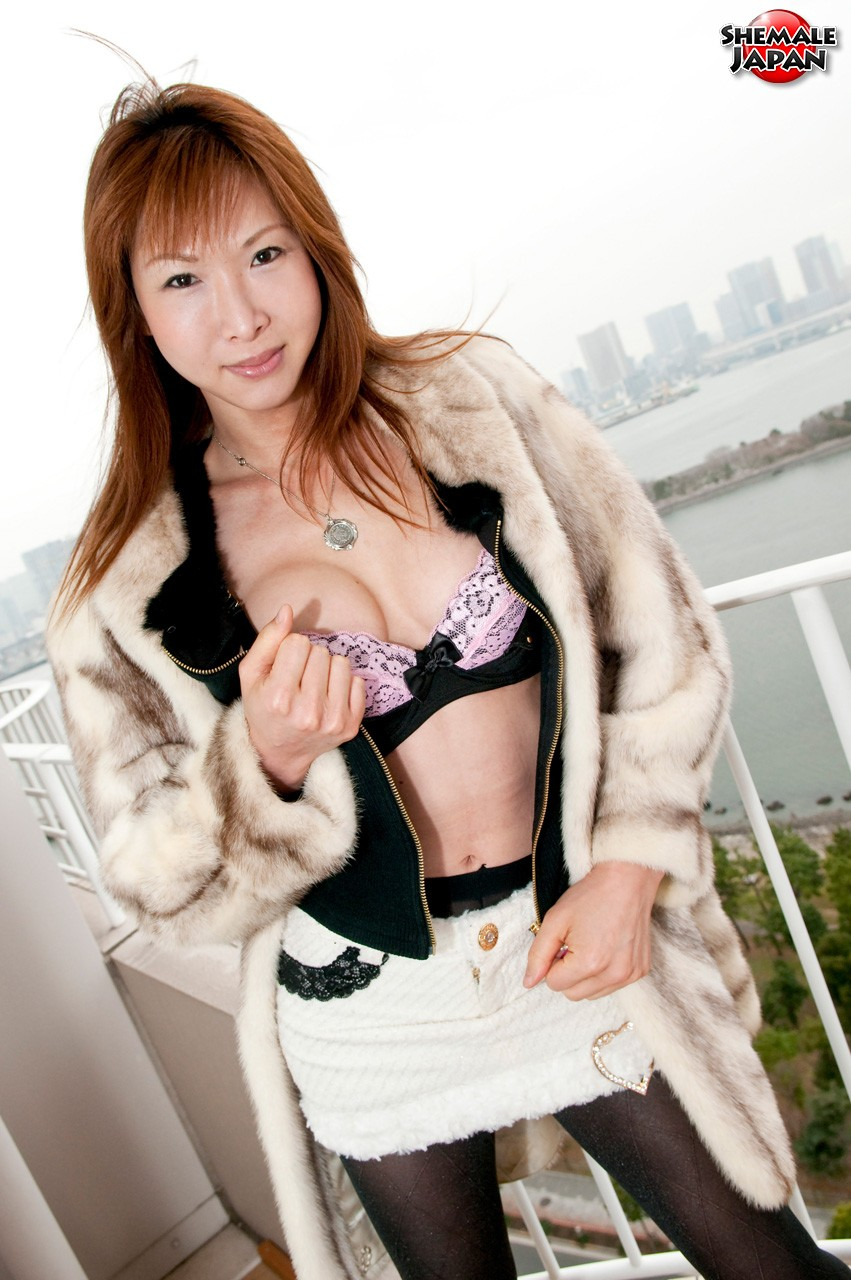

水朝 美樹（みずあさ みき、1984年6月11日 - ）は、日本のニューハーフAV女優である。「不動美樹」名義での活動歴もある。大阪府出身、A型。

## 人物
彼女は「日本で最も人気のあるトランスセクシャルパフォーマー」の1人とされる。彼女は月野姫をはじめとするニューハーフ女優と共演しているが、メジャーなAV俳優の作品にも多く出演している。例えば2006年に紅音ほたるを主演とする「僕と紅音ほたるとニューハーフ」、2008年には南波杏を主演とする「最初で最後の南波杏&トリプルシーメール大乱交OPERAスペシャル」などの作品に出演した。
2007年スカパー!アダルト放送大賞の女優大賞にノミネートされた。2008年のAV OPEN〜あなたが決める!セルアダルトビデオ日本一決定戦〜に出演作「ニューハーフ&芸能人激似 やりすぎAV合宿&世界のニューハーフ大集合」と「最高のトリプルシーメール 極上クリチンポ大乱交」の2本がノミネート。

## 作品

### アダルトビデオ
- シーメールSM2 倒錯性愛の衝撃（2004年7月30日、ワイルドサイド）
- ニューハーフ達の素人男あさり!（2004年9月1日、タイガーマイスターズ）
- ニューハーフ童貞狩り 3（2005年3月3日、アルファーインターナショナル）
- ニューハーフトランス14（2005年7月13日、グローリークエスト）
- ニューハーフ マゾヒスト宣言（2006年4月14日）
- ニューハーフ女教師（2006年6月22日）
- 女社長はニューハーフ凌辱されたニューハーフ美樹（2006年6月25日）
- 僕と紅音ほたるとニューハーフ（2006年8月2日）
- 近親相姦 母と息子 帰ってきた息子はニューハーフ（2006年9月10日）
- 淫辱のニューハーフ 竿と縄 隷奴物語（2006年11月16日）
- 100%まるごと水朝美樹（2007年1月19日）
- パイパンニューハーフ獣姦3（2007年1月26日）
- ニューハーフ 美樹（2007年4月23日）
- 綺麗なお姉さんになりすましたワタシ達のチ○ポを見て、勃起してくれませんか?（2007年6月7日）
- 月野姫の彼氏募集宣言!!（2007年7月20日）
- 最高のトリプルシーメール（2007年12月25日）
- 最初で最後の南波杏&トリプルシーメール大乱交OPERAスペシャル（2008年2月25日）
- リアルふたなり×近親相姦（2008年5月15日）
- S級単体ニューハーフ お客さんでいっぱいの健康ランドで公開露出入浴!!（2008年7月4日）
- 巨乳ニューハーフ嬢 水朝美樹 羞恥イカセ調教（2008年8月15日）
- 美人ニューハーフ専用集団痴女（2008年8月19日）
- ニューハーフ電気責め ドライオーガズム完全調教 アナル娼婦の館 水朝美樹（2008年11月25日）
- 仲良しニューハーフ 姫＆美樹の2人でエッチなことしまくっちゃいました!（1月25日、エーピーエー）
- ビクセン総集編2 変態M女の刻印 （2010年9月1日、シネマジック）…オムニバス作品